# Жукотин
Жукотин, или Джукетау (чув. Çӳхету, тат. Җүкәтау) — древний город Волжской Булгарии, находившийся близ современного города Чистополя в Республике Татарстан, на левом берегу Камы. Основан в X веке, впоследствии важный центр пушной торговли.

## История
Некоторое время столица отдельного булгарского княжества (эмирата). В 1236 году подвергся опустошению войском Батыя во время его похода на Волжскую Булгарию. Впоследствии Жукотин неоднократно опустошали новгородские ушкуйники (1360, 1391), а также войско Юрия Звенигородского в 1399 и 1414 годах. Во второй половине XIII века — первой половине XV века столица Жукотинского княжества. Значение Жукотина стремительно падало и город был заброшен в XV веке. Его руины находятся вблизи современной деревни Данауровка.

## География
Он расположен на левом берегу реки Кама, недалеко от города Чистополя в современной Республике Татарстан.
Комплекс Джукетау составляют городище Джукетау, Донауровское I и Донауровское II селища и некрополи.

## Этимология
Название древнего булгарского города Джукетау (Җүкәтау) происходит от двух татарских слов: «юкә» — липа, «тау» — гора. Таким образом, с татарского языка Джукетау переводится как «Липовая гора».
Вторая версия — название образовано от татарских слов: «юкэ» — крутая (большая, высокая) и «тау» — гора, что переводится как «Крутая гора».